# Helmut Warneke
Helmut Warneke (* 31. Mai 1927 in Bremen; † 7. November 2017 in Ostfildern-Ruit) war ein deutscher Silberschmied und Produktdesigner. Er war von 1954 bis 1958 Mitarbeiter bei Wilhelm Wagenfeld in der Werkstatt Wagenfeld in Stuttgart. Danach arbeitete Warneke als selbstständiger Kunsthandwerker und Designer in Stuttgart und Ostfildern-Ruit u. a. für die Firmen Franz Bahner, Düsseldorf, Gebrüder Deyhle, Schwäbisch Gmünd, Carl Prinz, Solingen, Peter Prass, Solingen, Peter Bruckmann und Söhne, Heilbronn,  Honer & Grimm, Spaichingen und WMF, Geislingen.

## Leben und Werk
Helmut Warneke erhielt seine Ausbildung als Ziseleur von 1945 bis 1948 an der Bremer Silberwarenfabrik Koch & Bergfeld. Bereits während seiner Ausbildung belegte er Abendkurse an der Bremer Kunstschule und studierte danach von 1948 bis 1949 an der Kunstschule. Von 1950 bis 1952 studierte Helmut Warneke an der Staatlichen Höheren Fachschule für das Edelmetallgewerbe Schwäbisch Gmünd bei den Dozenten Wilhelm Braun-Feldweg, Karl Dittert und Paul Mahringer Silberschmieden, Zeichnen, Entwurf und Gestaltung. 1952 bis 1954 kehrte er als Entwurfszeichner an die Bremer Silberwarenfabrik Koch & Bergfeld zurück. Im Jahr 1953 heiratete er die Emaille-Meisterin Fridl Wartner, die ebenfalls in Schwäbisch Gmünd die Fachschule besucht hatte. Mit ihr gründete Helmut Warneke die erste Werkstatt in Bremen. Ihre kunsthandwerkliche Zusammenarbeit dauerte bis Ende der 1960er Jahre. 1954 siedelten beide endgültig in den Raum Stuttgart über.
Helmut Warneke folgte dem Ruf von Wilhelm Wagenfeld, der für seine neugegründete Entwicklungswerkstatt in Stuttgart einen „formlich und handwerklich begabten Silberschmied“ suchte. Wagenfeld beauftragte ihn, die Metallwerkstatt in der Werkstatt Wagenfeld, wie sie später genannt wurde, einzurichten. Von 1954 bis 1958 arbeitete Warneke dort als Silberschmied. Viele Handmodelle entstanden in dieser Zeit (z. B. Besteck 4200 Atlanta für WMF, Bowlenlöffel für Buchsteiner, der silberne Kelch: Wagenfeld Werkverzeichnis WV586 etc.)
1958 legte Helmut Warneke seine Meisterprüfung als Silberschmied ab und gründete seine eigene Werkstatt in Stuttgart-Sillenbuch. Dort verband er die Tätigkeit des Silberschmiedens mit der Entwurfsarbeit für die Industrie. Als Silberschmiedearbeiten entstanden sowohl sakrales Gerät wie Leuchter und Abendmahlsgarnituren in Auftragsarbeit für Kirchengemeinden als auch Bestecke, Leuchter, Tee- und Kaffeekannen für internationale Wettbewerbe. Als Designer schuf Helmut Warneke in seiner Werkstatt Entwürfe und Handmodelle für die Industrie, wie das Besteck Serenade für Bahner oder das Tee- und Kaffeeservice für Gebr. Deyhle, dessen Kaffeekanne 1959 den zweiten Preis im internationalen Wettbewerb Die silberne Kaffeekanne erhielt. Außerdem entwickelte er Kinderspielzeug wie das Steckspiel Losta (1959) für die Fa. Dusyma, Miedelsbach bei Schorndorf. Durch Vermittlung des Landesgewerbeamtes (LGA) Stuttgart entstanden und vertieften sich die Beziehungen zur Industrie. Im Jahr 1963 zog die inzwischen sechsköpfige Familie samt Werkstatt in ein eigenes Haus in Ostfildern Ruit um. Von 1966 bis 1969 nahm Helmut Warneke den Silberschmiedemeister Gunter Rudolph als freien Mitarbeiter in seine Werkstatt.
Helmut Warneke trat 1963 zusätzlich zur Weiterführung seiner eigenen Werkstatt in vertragliche, selbstständige Zusammenarbeit mit der Württembergischen Metallwarenfabrik (WMF) Geislingen, wo er einen eigenen Arbeitsraum erhielt. In der Folgezeit entstanden viele Entwürfe, die in Serie gingen:
- über 20 Bestecke, darunter das Modell Brasilia, das ganze 37 Jahre [1972–2009] im Sortiment enthalten war[2]

- Kochgerät und Hohlwaren wie die Tafelserien Festival und Baden-Baden oder die Kochtopfserien Juwel, Brillant und Teerose (für letztere nur die Form) oder die Kochtopfserie Bio Star, die 1983 vom Essener Haus für Industrieform ausgezeichnet und in dessen ständige Produktschau aufgenommen wurde.

Die Zusammenarbeit mit WMF endete 1990 mit Warnekes Eintritt in den Ruhestand.
Neben dieser Tätigkeit als Produktdesigner arbeitete Helmut Warneke weiterhin als selbstständiger Kunsthandwerker.
Helmut Warneke war Mitglied im Bund der Kunsthandwerker Baden-Württembergs sowie im Verband Deutscher Industriedesigner (VDID). In diesem Zusammenhang traf er auch Hans Warnecke, beispielsweise auf einer Tagung in Geislingen am 4. Dezember 1959. – Mit dem älteren Hans Warnecke kam es leider zu mehrfachen Verwechslungen.

## Preise und Ausstellungen

### Wettbewerbsbeteiligungen und Preise
- 1952 Ehrenpreis für silberne Kanne (Taufkännchen) verliehen vom Zentralverband des Gold- und Silberschmiedehandwerks, Ausstellung in Schwäbisch Gmünd
- 1959 Teilnahme am Internationalen Wettbewerb Die silberne Kaffeekanne der Gesellschaft für Goldschmiedekunst mit einer eigens entworfenen Kaffeekanne; Warneke wurde zweiter Preisträger.[5] Den ersten Preis erhielt sein späterer Arbeitskollege Fred Danner, den dritten sein Lehrer Karl Dittert.
- Silberarbeiten, unter anderem ein dreiteiliges Besteck, handgeschmiedet aus Sterlingsilber, als Wettbewerbsbeitrag für The International Design Competition For Sterling Silver Flatware, 23. September bis 4. Dezember 1960.[6]
- Im gleichen Jahr (1960) befand sich Helmut Warneke neben u. a. Max Bill und Tapio Wirkkala als einziger Deutscher unter den 22 Preisträgern beim Besteckwettbewerb The International Design Competition For Sterling Silver Flatware, mitgesponsort vom Museum of Contemporary Crafts, the American Craftsmen’s Council, in New York und der International Silver Company. Eingereicht waren 206 Entwürfe aus 17 Ländern.
 Daraus folgte die Wanderausstellung, Designed for Silver, die vom 23. September bis 4. Dezember 1960 zuerst in New York gezeigt wurde und dann über die Smithsonian Institution durch viele Städte der USA ging.[7]
- 1969: Dritter Preis (zusammen mit Gunter Rudolph) im internationalen Wettbewerb Mein Silberlicht
- 1969: Preis und Anerkennung (zusammen mit Gunter Rudolph) im Wettbewerb für sakrales Gerät des Vereins für christliche Kunst, Stuttgart.

### Ausstellungen und Beteiligungen
- 1960 am Klingenmuseum Solingen: Neues Deutsches Silber[8]
- 1960 in LGA Stuttgart: Neues Gebrauchssilber
- 1961 in Washington: Design in Germany today: loan exhibition[7]
- 1962 in Krefeld: IBESTA, internationale Besteckausstellung 1962
- 1963 am LGA Zentrum Form: Gebrauchssilber heute
- 1963 Ausstellung in den USA: metal: germany, von der Kulturabteilung des deutschen Außenministeriums in Zusammenarbeit mit der Arbeitsgemeinschaft des Deutschen Kunsthandwerks e. V. organisiert
- 1965 Ausstellung Europäisches Silber handgearbeitet, von Handwerksform Hannover in Verbindung mit der Gesellschaft für Goldschmiedekunst, Hamburg, organisiert
- 1965 Erste Einzelausstellung im Landesgewerbeamt Stuttgart

### Weitere Beteiligungen
- 1965/66 Ausstellung: Europees Handgedreven Zilver, in den Räumen von Kempen & Begeer, Niederlande organisiert
- 1966 Ausstellung Neues deutsches Silber, vom Kunstkreis Hameln organisiert[9]
- 1967 Beteiligung mit Gunter Rudolph an der Jahresschau Kunsthandwerk in Baden-Württemberg, die in Ellwangen und Straßburg gezeigt wurde
- 1968 Beteiligung mit Gunter Rudolph an der von der Gesellschaft für Goldschmiedekunst, Hamburg, dem Deutschen Goldschmiedehaus Hanau und Handwerksform Hannover organisierten Ausstellung Europäisches Silber handgearbeitet, profanes und sakrales Gerät aus europäischen Werkstätten
- 1968 Beteiligung mit Gunter Rudolph und Fridl Warneke an der Jahresschau Kunsthandwerk aus Baden-Württemberg, in Freiburg/Breisgau
- 1971 Beteiligung mit Gunter Rudolph an der Wanderausstellung Europäisches Silber handgearbeitet, profanes und sakrales Gerät 1968-71
- 1972, 1973, 1977 und 1978 Beteiligung an der Jahresauswahl im Design-Center Stuttgart
- 1978 Beteiligung an der Ausstellung in Kopenhagen: Design Center Stuttgart, i København1978
- 1983 Zusammenfassung von Warnekes langjähriger Tätigkeit als Jubiläums-Ausstellung im Alten Bau in Geislingen: 25 Jahre kreative Mitarbeit in der Industrie
- 1984, Juni, Ausstellung als Kunsthandwerker des Monats in den Schaukästen des LGA Stuttgart
- 1991 Ausstellung: Kunsthandwerk gestern und heute: Holz, Glas und Silber – Gegenüberstellungen des Landesgewerbeamtes Baden-Württemberg in Verbindung mit dem Badischen Landesmuseum

## Ankäufe und Schenkung
- Landesgewerbeamt Stuttgart und The Royal Scottish Museum, Edinburgh: Ankauf eines Silberbechers geätzt, emailliert, innen vergoldet, Email von Fridl Warneke
- Das Grassi Museum in Leipzig erhielt als Schenkung ein Tee- und Kaffeeservice 6-teilig, 925/000 Silber, nach Entwurf Helmut Warnekes 1958/59, Ausführung Fa. Gebr. Deyhle, Schwäbisch Gmünd, 1959.
- Die Wilhelm-Wagenfeld-Stiftung in Bremen ist ebenfalls aufgrund einer Schenkung im Besitz dieses Tee- und Kaffeeservices, jedoch ohne Teedose und in Alpaka, versilbert.

## Malerei
Neben seiner beruflichen Tätigkeit als Silberschmied und Produktdesigner zeichnete und aquarellierte Helmut Warneke während seines ganzen Lebens. In seinem Nachlass befinden sich über tausend Zeichnungen und Aquarelle „nach der Natur“ oder als „Farbstudien“, wie er sie nannte. Diese bildeten eine der Ressourcen seines immensen gestalterischen Schaffens.

## Werke
| - 1952: Silbernes Taufkännchen - 1953: Dose mit emaillierter Deckelplatte (ersetzt), Silber 925 - 1958: Teekanne, Sterlingsilber handgetrieben, Meisterstück 1958 - 1958: Tee- und Kaffeekanne - 1958/59: Tee- und Kaffeeservice, 5 Teile [mit Tablett, ohne Teedose] - 1958/59: silberne Kaffeekanne, Kannenkörper aus einer Zarge gearbeitet - 1959: geschmiedete Messing-Altarleuchter für evangelische Kirchen in Bayern und eine geschmiedete Messing-Taufschale - 1959: Leuchter - 1959: Kindergarnitur - 1960: Tafelbesteck Serenade - 1960: Silberne Vase - 1960: Pokalentwurf - 1961: 5-teiliges Besteck, handgeschmiedet - 1961: Mocca-Service, Fabrikationsmuster für Firma Deyhle - 1963: Vase für WMF, Entwurfsmodell - 1963: Losta-Steckspiel - 1963: 6-teiliges Tee- und Kaffeeservice, Alpaka versilbert - 1964: Abendmahlkelch in Silber handgetrieben für die Johanneskirche (Coburg) - 1964: Moccaservice - 1965: Kaffeekanne, Sterlingsilber, handgeschlagen, Griffe Ebenholz - Salatbesteck WMF Nr. 8316 603 - 1966: Modell eines Kinderbestecks für den Wettbewerb Holländischer Patenlöffel - 1966: Moccakanne - 1966: Dose, Sterlingsilber mit Niello - 1966: Nescafé-Dosen, Entwurfsmodelle für WMF - 1966: Abendmahlsgerät, Sterlingsilber handgetrieben - 1966/67: Leuchtermodell für die WMF - 1967: drei Becher, Sterlingsilber handgetrieben, innen vergoldet, außen geätzt - 1967: Altargerät [für Kirche in Icking], Sterlingsilber, handgetrieben - 1967: Becher, Sterlingsilber, handgetrieben, geätzt, innen vergoldet - 1967: Schalen-Handmuster für WMF - 1967: Salatbesteck, WMF Nr. 11 8316 603 - 1968: zwei Becher, Sterlingsilber handgetrieben, innen vergoldet, außen geätzt - 1968: Becher, Sterlingsilber, handgetrieben, geätzt, emailliert - 1968: (zusammen mit Gunter Rudolph) Becher, Sterlingsilber, handgetrieben, oben rund, unten stumpf viereckig, innen vergoldet, Schrift geätzt (Spruch Lao-Tse). - 1968: 4-teiliges Kaffee- und Teeservice; ggf. auch mit Tablett (dann 5-teilig); Cromargan - 1968/69: Kaffeekanne - 1968/69: Teekanne - 1968/69: Milchgießer - 1968/69: Zuckerschale | Fortsetzung 1960er: - 1968/69: 5 Likörbecher, Sterlingsilber, handgetrieben, geätzt, mit Niello oder emailliert, innen vergoldet - 1969: Abendmahlsgerät gedrückt, versilbert, innen vergoldet; Wettbewerbsbeitrag Gestaltung von Abendmahlsgeräten; (Wettbewerb des Vereins für christliche Kunst in der evangelischen Kirche Württemberg) - 1969: Leuchter, Kugelform (zusammen mit Gunter Rudolph) versilbert, innen vergoldet, Plexiglasfuß - 1969: Hostiendose, gedrückte Form, Kreuz eingeschrotet; zum Wettbewerb des Vereins für christliche Kunst in der evangelischen Kirche Württemberg - 1969: Becherkelch, gedrückt, versilbert, innen vergoldet, hebräische Schrift (Text 2. Mose 24/8 und Mose 17/11), geätzt - 1969: 6-teiliges Abendmahlsgerät - 1969: Kaffeekanne, WMF Nr. 06 3141 603 - 1969: Teekanne, WMF Nr. 06 3142 603 - 1969/70: Teekanne, Sterlingsilber handgetrieben, Griffe Elfenbein - 1969/70: Leuchtergruppe, Silber (WMF) - 1969/70: Tablett, Silber - 1969/70: Trinkservice, Silber (WMF) - 1970: Moccakännchen mit schwarzem Griff 77m, Prototype - 1970: Silberne Teekanne mit Elfenbein und Teesieb-Einsatz 77a, handgeschmiedetes Modell 11 - 1970: Silberkrug mit schwarzem Griff 77e, Prototype - 1971: Besteckmodell Lindau - 1971: 8-teiliges Besteck Universa, WMF Nr. 11 7100 6040 - 1972: Becher 77f, 77i, Prototypen - 1972: 2 Tabletts 77g, 77j, Prototypen - 1972: Kaffeekanne mit transparentem Plexiglasgriff - 1972: Kaffeekanne mit schwarzem Griff 77l, Prototype - 1972: Besteckmodell Brasilia - 1973/74: Kollektion Festival mit Gemüseschüssel, Bratenplatte, Salz- und Pfefferstreuer, Geleegestell, Butterdose und Essig- und Öl-Set; Cromargan - 1975: Kochtopfserie Brillant, Cromargan - 1976: Bratenplattensatz und Gemüseschüssel (WMF) - 1983: Besteckserie Ambiente - 1984: Teekanne, Silberblech 925/000 handgeschmiedet - 1984: Küchengeräte aus Gusseisen für die WMF - 1984: Besteckmodell Prisma - 1984: 2 Kannen: Teekanne mit Bügel, Sterlingsilber, handgetrieben und Kaffeekanne aus Abwicklungszarge, Sterlingsilber, handgetrieben - 1987: Kochgeschirr Transtherm® Carat (WMF), H. Warneke mit Jo Laubner - 1989: kleine Teekanne, Sterlingsilber von Hand aufgezogen, Buchsbaumgriffe - 1991: Kaffeekanne handgeschmiedet, Silber 925/000 |